# Kortegolfzendstation Flevo

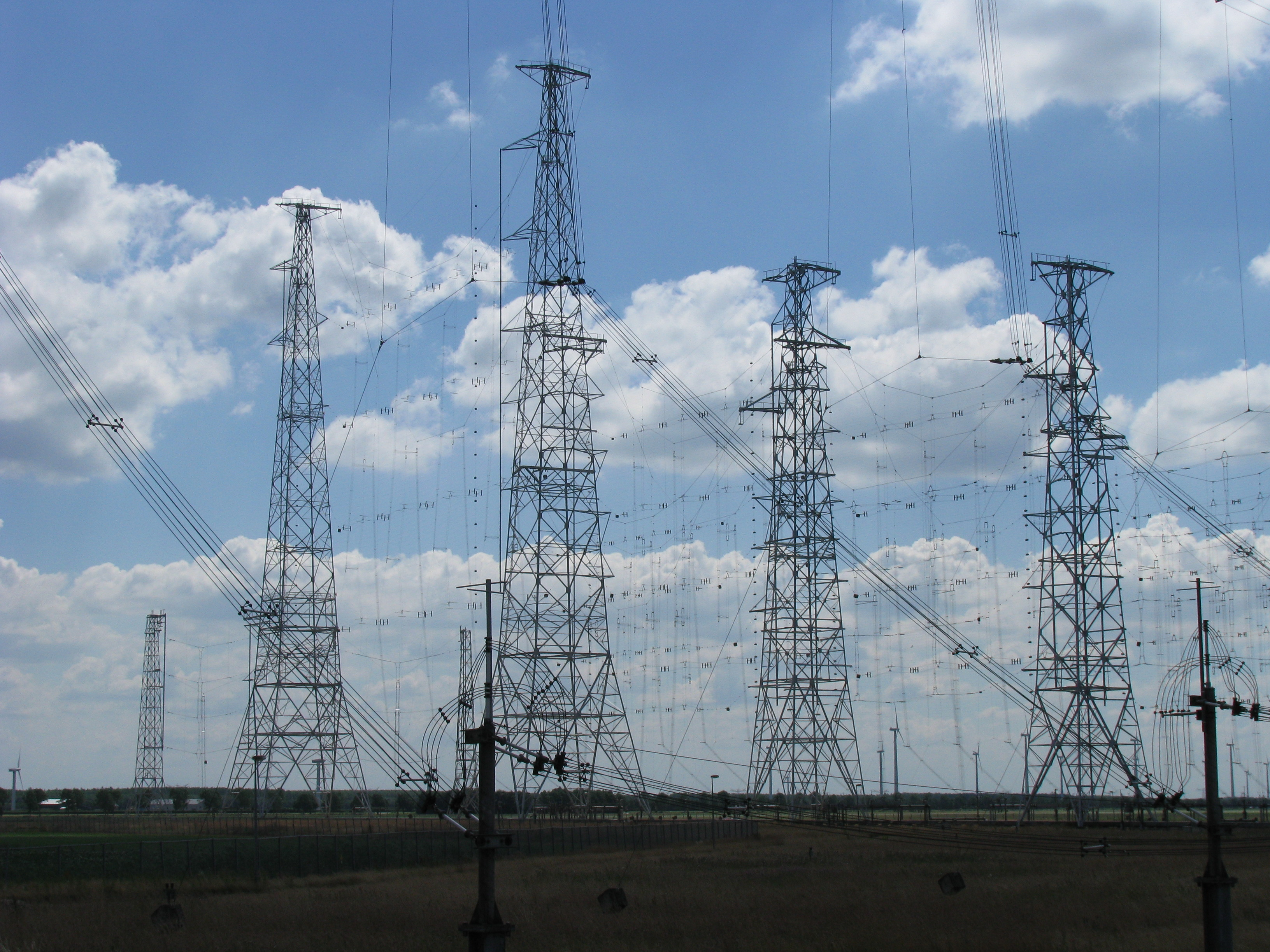
Kortegolfzendstation Flevo

Het Kortegolfzendstation Flevo is een radiozendstation voor uitzendingen via de korte golf bij het Nederlandse Zeewolde. Een paar kilometer naar het noordwesten stond in het verleden de middengolfzender Flevoland.

## Geschiedenis
Het zendstation is geopend in 1985 en bestond uit vier zenders van 500 kilowatt met 17 richtantennes voor de verste uithoeken van de aarde en twee rondstraalantennes voor Europa. NOVEC was de eigenaar. De zenders werden tot 2007 gebruikt door Radio Nederland Wereldomroep, voornamelijk voor uitzendingen naar Europa en Noord- en West-Afrika. Belangrijke vaste frequenties waarop werd uitgezonden waren onder andere 5955 en 9895 kHz.
In 2012 is het station in gebruik genomen door Defensie als back-up voor communicatie tussen hoofdkwartieren en eenheden in het veld of schepen. Defensie zal lagere vermogens gebruiken dan de Wereldomroep. Begin 2018 werd begonnen met de sloop van de 135 meter hoge zendmasten. Deze worden vervangen door masten met een lagere hoogte. De nieuwe installatie moet in 2021 klaar zijn.